# New Zealand Cycle Classic 2017
La 30e édition de la New Zealand Cycle Classic a eu lieu du 22 au 26 janvier 2017. La course fait partie du calendrier UCI Oceania Tour 2017 en catégorie 2.2. Cette classique fut remportée par Joseph Cooper.

## Présentation

### Équipes
Classée en catégorie 2.2 de l'UCI Oceania Tour, la New Zealand Cycle Classic est par conséquent ouverte aux équipes continentales professionnelles néo-zélandaises, aux équipes continentales, aux équipes nationales et aux équipes régionales et de clubs.
Vingt équipes participent à cette New Zealand Cycle Classic - deux équipes continentales, une équipe nationale et dix-sept équipes régionales et de clubs :
| Équipes continentales         | Équipes continentales | Équipes continentales |
| Nom de l'équipe               | Pays                  | Code                  |
| ----------------------------- | --------------------- | --------------------- |
| IsoWhey Sports-Swiss Wellness | Australie             | IWS                   |
| JLT Condor                    | Royaume-Uni           | JLT                   |

| Équipe nationale                     | Équipe nationale | Équipe nationale |
| Nom de l'équipe                      | Pays             | Code             |
| ------------------------------------ | ---------------- | ---------------- |
| Équipe nationale de Nouvelle-Zélande | Nouvelle-Zélande | NZL              |

| Équipes régionales et de clubs | Équipes régionales et de clubs | Équipes régionales et de clubs |
| Nom de l'équipe                | Pays                           | Code                           |
| ------------------------------ | ------------------------------ | ------------------------------ |
| 7Eleven-Roadbike               | Philippines                    | -                              |
| Beehive                        | Nouvelle-Zélande               | -                              |
| Blindz Direct-Swift Carbon     | Nouvelle-Zélande               | -                              |
| Cobra9 Interbuild Racing       | Australie                      | -                              |
| Fagan Motors                   | Nouvelle-Zélande               | -                              |
| Figros Snep                    | Italie                         | -                              |
| Mobile Communication Service   | Nouvelle-Zélande               | -                              |
| Movious Future Racing          | Australie                      | -                              |
| NZCT                           | Nouvelle-Zélande               | -                              |
| Novo Nordisk Development       | États-Unis                     | -                              |
| Oliver's Real Food Racing      | Australie                      | -                              |
| Sapura Cycling                 | Malaisie                       | -                              |
| Sign Factory Team              | Nouvelle-Zélande               | -                              |
| Škoda Racing                   | Nouvelle-Zélande               | -                              |
| Trust House                    | Nouvelle-Zélande               | -                              |
| Van D'am Racing                | Australie                      | -                              |
| Wizwireless                    | Nouvelle-Zélande               | -                              |

## Étapes
La course est constituée de cinq étapes en ligne.
| Étape     | Date     | Villes étapes             | type | Distance (km) | Vainqueur d'étape | Leader du classement général |
| --------- | -------- | ------------------------- | ---- | ------------- | ----------------- | ---------------------------- |
| 1re étape | 22 janv. | Masterton – Castlepoint   |      | 156           | Timothy Roe       | Timothy Roe                  |
| 2e étape  | 23 janv. | Masterton – Admiral Hill  |      | 147           | Sam Crome         | James Oram                   |
| 3e étape  | 24 janv. | Masterton – Martinborough |      | 136           | Alex Frame        | James Oram                   |
| 4e étape  | 25 janv. | Masterton – Martinborough |      | 143           | Jon Mould         | Joseph Cooper                |
| 5e étape  | 26 janv. | Masterton – Masterton     |      | 120           | Alex Frame        | Joseph Cooper                |

## Déroulement de la course

### 1reétape
| \| Classement de l'étape \| Classement de l'étape \| Classement de l'étape \| Classement de l'étape \| Classement de l'étape \| \| Coureur \| Coureur \| Pays \| Équipe \| Temps \| \| --------------------- \| --------------------- \| --------------------- \| ----------------------------- \| --------------------- \| \| 1er \| Timothy Roe \| Australie \| IsoWhey Sports-Swiss Wellness \| 2 h 57 min 21 s \| \| 2e \| Alex Frame \| Nouvelle-Zélande \| JLT Condor \| + 5 s \| \| 3e \| Brad Evans \| Nouvelle-Zélande \| Nouvelle-Zélande \| + 5 s \| \| 4e \| Jon Mould \| Royaume-Uni \| JLT Condor \| + 5 s \| \| 5e \| Neil van der Ploeg \| Australie \| IsoWhey Sports-Swiss Wellness \| + 5 s \| \| 6e \| Steven Lampier \| Royaume-Uni \| JLT Condor \| + 5 s \| \| 7e \| Joseph Cooper \| Nouvelle-Zélande \| IsoWhey Sports-Swiss Wellness \| + 5 s \| \| 8e \| Scott Ambrose \| Nouvelle-Zélande \| Team Novo Nordisk Development \| + 5 s \| \| 9e \| Hayden McCormick \| Nouvelle-Zélande \| Nouvelle-Zélande \| + 5 s \| \| 10e \| Michael Torckler \| Nouvelle-Zélande \| \| + 5 s \| |                    |                  |                               |                 |
| |                    |                  |                               |                 |
| |                    |                  |                               |                 |
| Classement de l'étape |                    |                  |                               |                 |
| Coureur | Coureur            | Pays             | Équipe                        | Temps           |
| 1er | Timothy Roe        | Australie        | IsoWhey Sports-Swiss Wellness | 2 h 57 min 21 s |
| 2e | Alex Frame         | Nouvelle-Zélande | JLT Condor                    | + 5 s           |
| 3e | Brad Evans         | Nouvelle-Zélande | Nouvelle-Zélande              | + 5 s           |
| 4e | Jon Mould          | Royaume-Uni      | JLT Condor                    | + 5 s           |
| 5e | Neil van der Ploeg | Australie        | IsoWhey Sports-Swiss Wellness | + 5 s           |
| 6e | Steven Lampier     | Royaume-Uni      | JLT Condor                    | + 5 s           |
| 7e | Joseph Cooper      | Nouvelle-Zélande | IsoWhey Sports-Swiss Wellness | + 5 s           |
| 8e | Scott Ambrose      | Nouvelle-Zélande | Team Novo Nordisk Development | + 5 s           |
| 9e | Hayden McCormick   | Nouvelle-Zélande | Nouvelle-Zélande              | + 5 s           |
| 10e | Michael Torckler   | Nouvelle-Zélande |                               | + 5 s           |

| \| Classement général \| Classement général \| Classement général \| Classement général \| Classement général \| \| Coureur \| Coureur \| Pays \| Équipe \| Temps \| \| ------------------ \| ------------------ \| ------------------ \| ----------------------------- \| ------------------ \| \| 1er \| Timothy Roe \| Australie \| IsoWhey Sports-Swiss Wellness \| 2 h 57 min 21 s \| \| 2e \| Alex Frame \| Nouvelle-Zélande \| JLT Condor \| + 5 s \| \| 3e \| Brad Evans \| Nouvelle-Zélande \| Nouvelle-Zélande \| + 5 s \| \| 4e \| Jon Mould \| Royaume-Uni \| JLT Condor \| + 5 s \| \| 5e \| Neil van der Ploeg \| Australie \| IsoWhey Sports-Swiss Wellness \| + 5 s \| \| 6e \| Steven Lampier \| Royaume-Uni \| JLT Condor \| + 5 s \| \| 7e \| Joseph Cooper \| Nouvelle-Zélande \| IsoWhey Sports-Swiss Wellness \| + 5 s \| \| 8e \| Scott Ambrose \| Nouvelle-Zélande \| Team Novo Nordisk Development \| + 5 s \| \| 9e \| Hayden McCormick \| Nouvelle-Zélande \| Nouvelle-Zélande \| + 5 s \| \| 10e \| Michael Torckler \| Nouvelle-Zélande \| \| + 5 s \| |                    |                  |                               |                 |
| |                    |                  |                               |                 |
| |                    |                  |                               |                 |
| Classement général |                    |                  |                               |                 |
| Coureur | Coureur            | Pays             | Équipe                        | Temps           |
| 1er | Timothy Roe        | Australie        | IsoWhey Sports-Swiss Wellness | 2 h 57 min 21 s |
| 2e | Alex Frame         | Nouvelle-Zélande | JLT Condor                    | + 5 s           |
| 3e | Brad Evans         | Nouvelle-Zélande | Nouvelle-Zélande              | + 5 s           |
| 4e | Jon Mould          | Royaume-Uni      | JLT Condor                    | + 5 s           |
| 5e | Neil van der Ploeg | Australie        | IsoWhey Sports-Swiss Wellness | + 5 s           |
| 6e | Steven Lampier     | Royaume-Uni      | JLT Condor                    | + 5 s           |
| 7e | Joseph Cooper      | Nouvelle-Zélande | IsoWhey Sports-Swiss Wellness | + 5 s           |
| 8e | Scott Ambrose      | Nouvelle-Zélande | Team Novo Nordisk Development | + 5 s           |
| 9e | Hayden McCormick   | Nouvelle-Zélande | Nouvelle-Zélande              | + 5 s           |
| 10e | Michael Torckler   | Nouvelle-Zélande |                               | + 5 s           |

### 2eétape
| \| Classement de l'étape \| Classement de l'étape \| Classement de l'étape \| Classement de l'étape \| Classement de l'étape \| \| Coureur \| Coureur \| Pays \| Équipe \| Temps \| \| --------------------- \| --------------------- \| --------------------- \| ----------------------------- \| --------------------- \| \| 1er \| Sam Crome \| Australie \| IsoWhey Sports-Swiss Wellness \| 3 h 49 min 02 s \| \| 2e \| James Oram \| Nouvelle-Zélande \| Nouvelle-Zélande \| + 7 s \| \| 3e \| Steven Lampier \| Royaume-Uni \| JLT Condor \| + 25 s \| \| 4e \| Timothy Roe \| Australie \| IsoWhey Sports-Swiss Wellness \| + 49 s \| \| 5e \| Michael Torckler \| Nouvelle-Zélande \| \| + 49 s \| \| 6e \| Hayden McCormick \| Nouvelle-Zélande \| Nouvelle-Zélande \| + 49 s \| \| 7e \| Jack Compton \| Nouvelle-Zélande \| \| + 58 s \| \| 8e \| Brad Evans \| Nouvelle-Zélande \| Nouvelle-Zélande \| + 1 min 02 s \| \| 9e \| Logan Griffin \| Nouvelle-Zélande \| Oliver's Real Food Racing \| + 1 min 05 s \| \| 10e \| Alex West \| Nouvelle-Zélande \| \| + 1 min 05 s \| |                  |                  |                               |                 |
| |                  |                  |                               |                 |
| |                  |                  |                               |                 |
| Classement de l'étape |                  |                  |                               |                 |
| Coureur | Coureur          | Pays             | Équipe                        | Temps           |
| 1er | Sam Crome        | Australie        | IsoWhey Sports-Swiss Wellness | 3 h 49 min 02 s |
| 2e | James Oram       | Nouvelle-Zélande | Nouvelle-Zélande              | + 7 s           |
| 3e | Steven Lampier   | Royaume-Uni      | JLT Condor                    | + 25 s          |
| 4e | Timothy Roe      | Australie        | IsoWhey Sports-Swiss Wellness | + 49 s          |
| 5e | Michael Torckler | Nouvelle-Zélande |                               | + 49 s          |
| 6e | Hayden McCormick | Nouvelle-Zélande | Nouvelle-Zélande              | + 49 s          |
| 7e | Jack Compton     | Nouvelle-Zélande |                               | + 58 s          |
| 8e | Brad Evans       | Nouvelle-Zélande | Nouvelle-Zélande              | + 1 min 02 s    |
| 9e | Logan Griffin    | Nouvelle-Zélande | Oliver's Real Food Racing     | + 1 min 05 s    |
| 10e | Alex West        | Nouvelle-Zélande |                               | + 1 min 05 s    |

| \| Classement général \| Classement général \| Classement général \| Classement général \| Classement général \| \| Coureur \| Coureur \| Pays \| Équipe \| Temps \| \| ------------------ \| ------------------ \| ------------------ \| ----------------------------- \| ------------------ \| \| 1er \| James Oram \| Nouvelle-Zélande \| Nouvelle-Zélande \| 6 h 46 min 41 s \| \| 2e \| Sam Crome \| Australie \| IsoWhey Sports-Swiss Wellness \| + 10 s \| \| 3e \| Steven Lampier \| Royaume-Uni \| JLT Condor \| + 12 s \| \| 4e \| Timothy Roe \| Australie \| IsoWhey Sports-Swiss Wellness \| + 31 s \| \| 5e \| Michael Torckler \| Nouvelle-Zélande \| \| + 36 s \| \| 6e \| Hayden McCormick \| Nouvelle-Zélande \| Nouvelle-Zélande \| + 36 s \| \| 7e \| Brad Evans \| Nouvelle-Zélande \| Nouvelle-Zélande \| + 49 s \| \| 8e \| Alex West \| Nouvelle-Zélande \| \| + 52 s \| \| 9e \| Logan Griffin \| Nouvelle-Zélande \| Oliver's Real Food Racing \| + 58 s \| \| 10e \| Joseph Cooper \| Nouvelle-Zélande \| IsoWhey Sports-Swiss Wellness \| + 1 min 00 s \| |                  |                  |                               |                 |
| |                  |                  |                               |                 |
| |                  |                  |                               |                 |
| Classement général |                  |                  |                               |                 |
| Coureur | Coureur          | Pays             | Équipe                        | Temps           |
| 1er | James Oram       | Nouvelle-Zélande | Nouvelle-Zélande              | 6 h 46 min 41 s |
| 2e | Sam Crome        | Australie        | IsoWhey Sports-Swiss Wellness | + 10 s          |
| 3e | Steven Lampier   | Royaume-Uni      | JLT Condor                    | + 12 s          |
| 4e | Timothy Roe      | Australie        | IsoWhey Sports-Swiss Wellness | + 31 s          |
| 5e | Michael Torckler | Nouvelle-Zélande |                               | + 36 s          |
| 6e | Hayden McCormick | Nouvelle-Zélande | Nouvelle-Zélande              | + 36 s          |
| 7e | Brad Evans       | Nouvelle-Zélande | Nouvelle-Zélande              | + 49 s          |
| 8e | Alex West        | Nouvelle-Zélande |                               | + 52 s          |
| 9e | Logan Griffin    | Nouvelle-Zélande | Oliver's Real Food Racing     | + 58 s          |
| 10e | Joseph Cooper    | Nouvelle-Zélande | IsoWhey Sports-Swiss Wellness | + 1 min 00 s    |

### 3eétape
| \| Classement de l'étape \| Classement de l'étape \| Classement de l'étape \| Classement de l'étape \| Classement de l'étape \| \| Coureur \| Coureur \| Pays \| Équipe \| Temps \| \| --------------------- \| ----------------------- \| --------------------- \| ------------------------- \| --------------------- \| \| 1er \| Alex Frame \| Nouvelle-Zélande \| JLT Condor \| 2 h 47 min 18 s \| \| 2e \| Izzat Hilmi Abdul Halil \| Malaisie \| Team Sapura Cycling \| + 0 s \| \| 3e \| Sean Whitfield \| Australie \| Oliver's Real Food Racing \| + 0 s \| \| 4e \| Brad Evans \| Nouvelle-Zélande \| Nouvelle-Zélande \| + 0 s \| \| 5e \| Luke Mudgway \| Nouvelle-Zélande \| Nouvelle-Zélande \| + 0 s \| \| 6e \| Francesco Mancini \| Italie \| \| + 0 s \| \| 7e \| Ollie Jones \| Nouvelle-Zélande \| \| + 0 s \| \| 8e \| Bradley Leitch \| Nouvelle-Zélande \| \| + 0 s \| \| 9e \| Hayden McCormick \| Nouvelle-Zélande \| Nouvelle-Zélande \| + 0 s \| \| 10e \| Jack Compton \| Nouvelle-Zélande \| \| + 0 s \| |                         |                  |                           |                 |
| |                         |                  |                           |                 |
| |                         |                  |                           |                 |
| Classement de l'étape |                         |                  |                           |                 |
| Coureur | Coureur                 | Pays             | Équipe                    | Temps           |
| 1er | Alex Frame              | Nouvelle-Zélande | JLT Condor                | 2 h 47 min 18 s |
| 2e | Izzat Hilmi Abdul Halil | Malaisie         | Team Sapura Cycling       | + 0 s           |
| 3e | Sean Whitfield          | Australie        | Oliver's Real Food Racing | + 0 s           |
| 4e | Brad Evans              | Nouvelle-Zélande | Nouvelle-Zélande          | + 0 s           |
| 5e | Luke Mudgway            | Nouvelle-Zélande | Nouvelle-Zélande          | + 0 s           |
| 6e | Francesco Mancini       | Italie           |                           | + 0 s           |
| 7e | Ollie Jones             | Nouvelle-Zélande |                           | + 0 s           |
| 8e | Bradley Leitch          | Nouvelle-Zélande |                           | + 0 s           |
| 9e | Hayden McCormick        | Nouvelle-Zélande | Nouvelle-Zélande          | + 0 s           |
| 10e | Jack Compton            | Nouvelle-Zélande |                           | + 0 s           |

| \| Classement général \| Classement général \| Classement général \| Classement général \| Classement général \| \| Coureur \| Coureur \| Pays \| Équipe \| Temps \| \| ------------------ \| ------------------ \| ------------------ \| ----------------------------- \| ------------------ \| \| 1er \| James Oram \| Nouvelle-Zélande \| Nouvelle-Zélande \| 9 h 33 min 59 s \| \| 2e \| Sam Crome \| Australie \| IsoWhey Sports-Swiss Wellness \| + 10 s \| \| 3e \| Steven Lampier \| Royaume-Uni \| JLT Condor \| + 12 s \| \| 4e \| Timothy Roe \| Australie \| IsoWhey Sports-Swiss Wellness \| + 31 s \| \| 5e \| Hayden McCormick \| Nouvelle-Zélande \| Nouvelle-Zélande \| + 36 s \| \| 6e \| Michael Torckler \| Nouvelle-Zélande \| \| + 36 s \| \| 7e \| Brad Evans \| Nouvelle-Zélande \| Nouvelle-Zélande \| + 49 s \| \| 8e \| Alex West \| Nouvelle-Zélande \| \| + 52 s \| \| 9e \| Logan Griffin \| Nouvelle-Zélande \| Oliver's Real Food Racing \| + 58 s \| \| 10e \| Joseph Cooper \| Nouvelle-Zélande \| IsoWhey Sports-Swiss Wellness \| + 1 min 00 s \| |                  |                  |                               |                 |
| |                  |                  |                               |                 |
| |                  |                  |                               |                 |
| Classement général |                  |                  |                               |                 |
| Coureur | Coureur          | Pays             | Équipe                        | Temps           |
| 1er | James Oram       | Nouvelle-Zélande | Nouvelle-Zélande              | 9 h 33 min 59 s |
| 2e | Sam Crome        | Australie        | IsoWhey Sports-Swiss Wellness | + 10 s          |
| 3e | Steven Lampier   | Royaume-Uni      | JLT Condor                    | + 12 s          |
| 4e | Timothy Roe      | Australie        | IsoWhey Sports-Swiss Wellness | + 31 s          |
| 5e | Hayden McCormick | Nouvelle-Zélande | Nouvelle-Zélande              | + 36 s          |
| 6e | Michael Torckler | Nouvelle-Zélande |                               | + 36 s          |
| 7e | Brad Evans       | Nouvelle-Zélande | Nouvelle-Zélande              | + 49 s          |
| 8e | Alex West        | Nouvelle-Zélande |                               | + 52 s          |
| 9e | Logan Griffin    | Nouvelle-Zélande | Oliver's Real Food Racing     | + 58 s          |
| 10e | Joseph Cooper    | Nouvelle-Zélande | IsoWhey Sports-Swiss Wellness | + 1 min 00 s    |

### 4eétape
| \| Classement de l'étape \| Classement de l'étape \| Classement de l'étape \| Classement de l'étape \| Classement de l'étape \| \| Coureur \| Coureur \| Pays \| Équipe \| Temps \| \| --------------------- \| --------------------- \| --------------------- \| ----------------------------- \| --------------------- \| \| 1er \| Jon Mould \| Royaume-Uni \| JLT Condor \| 3 h 05 min 57 s \| \| 2e \| Jordan Kerby \| Australie \| \| + 0 s \| \| 3e \| Joseph Cooper \| Nouvelle-Zélande \| IsoWhey Sports-Swiss Wellness \| + 0 s \| \| 4e \| Robert-Jon McCarthy \| Irlande \| JLT Condor \| + 34 s \| \| 5e \| Hamish Bond \| Nouvelle-Zélande \| \| + 34 s \| \| 6e \| Logan Griffin \| Nouvelle-Zélande \| Oliver's Real Food Racing \| + 38 s \| \| 7e \| Alex Frame \| Nouvelle-Zélande \| JLT Condor \| + 1 min 35 s \| \| 8e \| Sam Crome \| Australie \| IsoWhey Sports-Swiss Wellness \| + 1 min 37 s \| \| 9e \| Steven Lampier \| Royaume-Uni \| JLT Condor \| + 1 min 37 s \| \| 10e \| Ryan Christensen \| Nouvelle-Zélande \| \| + 1 min 37 s \| |                     |                  |                               |                 |
| |                     |                  |                               |                 |
| |                     |                  |                               |                 |
| Classement de l'étape |                     |                  |                               |                 |
| Coureur | Coureur             | Pays             | Équipe                        | Temps           |
| 1er | Jon Mould           | Royaume-Uni      | JLT Condor                    | 3 h 05 min 57 s |
| 2e | Jordan Kerby        | Australie        |                               | + 0 s           |
| 3e | Joseph Cooper       | Nouvelle-Zélande | IsoWhey Sports-Swiss Wellness | + 0 s           |
| 4e | Robert-Jon McCarthy | Irlande          | JLT Condor                    | + 34 s          |
| 5e | Hamish Bond         | Nouvelle-Zélande |                               | + 34 s          |
| 6e | Logan Griffin       | Nouvelle-Zélande | Oliver's Real Food Racing     | + 38 s          |
| 7e | Alex Frame          | Nouvelle-Zélande | JLT Condor                    | + 1 min 35 s    |
| 8e | Sam Crome           | Australie        | IsoWhey Sports-Swiss Wellness | + 1 min 37 s    |
| 9e | Steven Lampier      | Royaume-Uni      | JLT Condor                    | + 1 min 37 s    |
| 10e | Ryan Christensen    | Nouvelle-Zélande |                               | + 1 min 37 s    |

| \| Classement général \| Classement général \| Classement général \| Classement général \| Classement général \| \| Coureur \| Coureur \| Pays \| Équipe \| Temps \| \| ------------------ \| ------------------ \| ------------------ \| ----------------------------- \| ------------------ \| \| 1er \| Joseph Cooper \| Nouvelle-Zélande \| IsoWhey Sports-Swiss Wellness \| 12 h 40 min 56 s \| \| 2e \| Logan Griffin \| Nouvelle-Zélande \| Oliver's Real Food Racing \| + 36 s \| \| 3e \| James Oram \| Nouvelle-Zélande \| Nouvelle-Zélande \| + 37 s \| \| 4e \| Jon Mould \| Royaume-Uni \| JLT Condor \| + 38 s \| \| 5e \| Sam Crome \| Australie \| IsoWhey Sports-Swiss Wellness \| + 47 s \| \| 6e \| Steven Lampier \| Royaume-Uni \| JLT Condor \| + 49 s \| \| 7e \| Jordan Kerby \| Australie \| \| + 1 min 04 s \| \| 8e \| Timothy Roe \| Australie \| IsoWhey Sports-Swiss Wellness \| + 1 min 08 s \| \| 9e \| Hamish Bond \| Nouvelle-Zélande \| \| + 1 min 12 s \| \| 10e \| Hayden McCormick \| Nouvelle-Zélande \| Nouvelle-Zélande \| + 1 min 13 s \| |                  |                  |                               |                  |
| |                  |                  |                               |                  |
| |                  |                  |                               |                  |
| Classement général |                  |                  |                               |                  |
| Coureur | Coureur          | Pays             | Équipe                        | Temps            |
| 1er | Joseph Cooper    | Nouvelle-Zélande | IsoWhey Sports-Swiss Wellness | 12 h 40 min 56 s |
| 2e | Logan Griffin    | Nouvelle-Zélande | Oliver's Real Food Racing     | + 36 s           |
| 3e | James Oram       | Nouvelle-Zélande | Nouvelle-Zélande              | + 37 s           |
| 4e | Jon Mould        | Royaume-Uni      | JLT Condor                    | + 38 s           |
| 5e | Sam Crome        | Australie        | IsoWhey Sports-Swiss Wellness | + 47 s           |
| 6e | Steven Lampier   | Royaume-Uni      | JLT Condor                    | + 49 s           |
| 7e | Jordan Kerby     | Australie        |                               | + 1 min 04 s     |
| 8e | Timothy Roe      | Australie        | IsoWhey Sports-Swiss Wellness | + 1 min 08 s     |
| 9e | Hamish Bond      | Nouvelle-Zélande |                               | + 1 min 12 s     |
| 10e | Hayden McCormick | Nouvelle-Zélande | Nouvelle-Zélande              | + 1 min 13 s     |

### 5eétape
| \| Classement de l'étape \| Classement de l'étape \| Classement de l'étape \| Classement de l'étape \| Classement de l'étape \| \| Coureur \| Coureur \| Pays \| Équipe \| Temps \| \| --------------------- \| ----------------------- \| --------------------- \| ----------------------------- \| --------------------- \| \| 1er \| Alex Frame \| Nouvelle-Zélande \| JLT Condor \| 2 h 43 min 49 s \| \| 2e \| Luke Mudgway \| Nouvelle-Zélande \| Nouvelle-Zélande \| + 0 s \| \| 3e \| Neil van der Ploeg \| Australie \| IsoWhey Sports-Swiss Wellness \| + 0 s \| \| 4e \| Jon Mould \| Royaume-Uni \| JLT Condor \| + 0 s \| \| 5e \| Izzat Hilmi Abdul Halil \| Malaisie \| Team Sapura Cycling \| + 0 s \| \| 6e \| Francesco Mancini \| Italie \| \| + 0 s \| \| 7e \| Sean Whitfield \| Australie \| Oliver's Real Food Racing \| + 0 s \| \| 8e \| Leonardo Tortomasi \| Italie \| \| + 0 s \| \| 9e \| Alexander Ray \| Nouvelle-Zélande \| \| + 0 s \| \| 10e \| Jordan Kerby \| Australie \| \| + 0 s \| |                         |                  |                               |                 |
| |                         |                  |                               |                 |
| |                         |                  |                               |                 |
| Classement de l'étape |                         |                  |                               |                 |
| Coureur | Coureur                 | Pays             | Équipe                        | Temps           |
| 1er | Alex Frame              | Nouvelle-Zélande | JLT Condor                    | 2 h 43 min 49 s |
| 2e | Luke Mudgway            | Nouvelle-Zélande | Nouvelle-Zélande              | + 0 s           |
| 3e | Neil van der Ploeg      | Australie        | IsoWhey Sports-Swiss Wellness | + 0 s           |
| 4e | Jon Mould               | Royaume-Uni      | JLT Condor                    | + 0 s           |
| 5e | Izzat Hilmi Abdul Halil | Malaisie         | Team Sapura Cycling           | + 0 s           |
| 6e | Francesco Mancini       | Italie           |                               | + 0 s           |
| 7e | Sean Whitfield          | Australie        | Oliver's Real Food Racing     | + 0 s           |
| 8e | Leonardo Tortomasi      | Italie           |                               | + 0 s           |
| 9e | Alexander Ray           | Nouvelle-Zélande |                               | + 0 s           |
| 10e | Jordan Kerby            | Australie        |                               | + 0 s           |

## Classements finals

### Classement général final
| \| Classement général \| Classement général \| Classement général \| Classement général \| Classement général \| \| Coureur \| Coureur \| Pays \| Équipe \| Temps \| \| ------------------ \| ------------------ \| ------------------ \| ----------------------------- \| ------------------ \| \| 1er \| Joseph Cooper \| Nouvelle-Zélande \| IsoWhey Sports-Swiss Wellness \| 15 h 24 min 45 s \| \| 2e \| Logan Griffin \| Nouvelle-Zélande \| Oliver's Real Food Racing \| + 36 s \| \| 3e \| James Oram \| Nouvelle-Zélande \| Nouvelle-Zélande \| + 37 s \| \| 4e \| Jon Mould \| Royaume-Uni \| JLT Condor \| + 38 s \| \| 5e \| Sam Crome \| Australie \| IsoWhey Sports-Swiss Wellness \| + 47 s \| \| 6e \| Steven Lampier \| Royaume-Uni \| JLT Condor \| + 49 s \| \| 7e \| Jordan Kerby \| Australie \| \| + 1 min 04 s \| \| 8e \| Timothy Roe \| Australie \| IsoWhey Sports-Swiss Wellness \| + 1 min 08 s \| \| 9e \| Hamish Bond \| Nouvelle-Zélande \| \| + 1 min 12 s \| \| 10e \| Michael Torckler \| Nouvelle-Zélande \| \| + 1 min 16 s \| |                  |                  |                               |                  |
| |                  |                  |                               |                  |
| Sources : ProCyclingStats Cycling Quotient Cycling Archives |                  |                  |                               |                  |
| Classement général |                  |                  |                               |                  |
| Coureur | Coureur          | Pays             | Équipe                        | Temps            |
| 1er | Joseph Cooper    | Nouvelle-Zélande | IsoWhey Sports-Swiss Wellness | 15 h 24 min 45 s |
| 2e | Logan Griffin    | Nouvelle-Zélande | Oliver's Real Food Racing     | + 36 s           |
| 3e | James Oram       | Nouvelle-Zélande | Nouvelle-Zélande              | + 37 s           |
| 4e | Jon Mould        | Royaume-Uni      | JLT Condor                    | + 38 s           |
| 5e | Sam Crome        | Australie        | IsoWhey Sports-Swiss Wellness | + 47 s           |
| 6e | Steven Lampier   | Royaume-Uni      | JLT Condor                    | + 49 s           |
| 7e | Jordan Kerby     | Australie        |                               | + 1 min 04 s     |
| 8e | Timothy Roe      | Australie        | IsoWhey Sports-Swiss Wellness | + 1 min 08 s     |
| 9e | Hamish Bond      | Nouvelle-Zélande |                               | + 1 min 12 s     |
| 10e | Michael Torckler | Nouvelle-Zélande |                               | + 1 min 16 s     |

### Classements annexes

#### Classement des jeunes
Logan Griffin

#### Classement des grimpeurs
James Oram

#### Classement des sprinteurs
Brad Evans

#### Classement des équipes
IsoWhey Sports-Swiss Wellness

### UCI Oceania Tour
Cette New Zealand Cycle Classic attribue des points pour l'UCI Oceania Tour 2017, à tous les coureurs.
| Position,          | 1er | 2e | 3e | 4e | 5e | 6e | 7e | 8e à 10e |
| Classement général | 40  | 30 | 25 | 20 | 15 | 10 | 5  | 3        |
| Par étape          | 7   | 3  | 1  |    |    |    |    |          |
| Leader, par étape  | 1   |    |    |    |    |    |    |          |

## Liste des participants
- Liste de départ complète